# Рукавишный Лог
Рукавишный Лог — река в России, протекает в Кичменгско-Городецком районе Вологодской области и Опаринском районе Кировской области. Устье реки находится в 39 км по левому берегу реки Паломица. Длина реки составляет 10 км.
Исток реки в лесах близ границы Вологодской и Кировской областей в 69 км к юго-западу от посёлка Опарино. Река течёт на северо-восток по ненаселённому лесу, протекает границу областей и впадает в Паломицу. Приток — Лычная (левый).

## Данные водного реестра
По данным государственного водного реестра России, относится к Камскому бассейновому округу, водохозяйственный участок реки — Вятка от города Киров до города Котельнич, речной подбассейн реки — Вятка. Речной бассейн реки — Кама.
По данным геоинформационной системы водохозяйственного районирования территории РФ, подготовленной Федеральным агентством водных ресурсов:
- Код водного объекта в государственном водном реестре — 10010300312111100035041
- Код по гидрологической изученности (ГИ) — 111103504
- Код бассейна — 10.01.03.003
- Номер тома по ГИ — 11
- Выпуск по ГИ — 1